# フォーミュラ・Vee

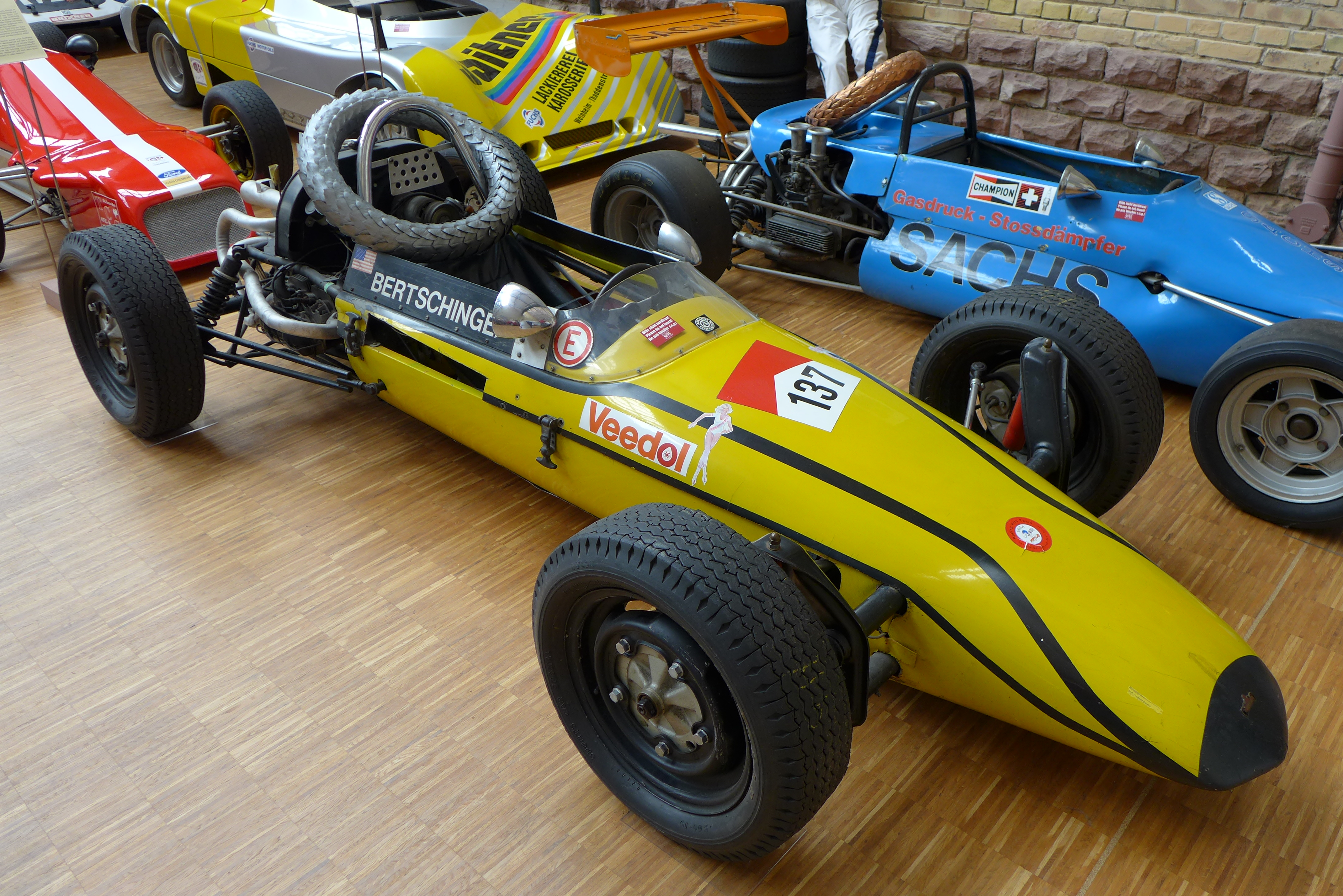
1967年式のフォーミュラ・Vee

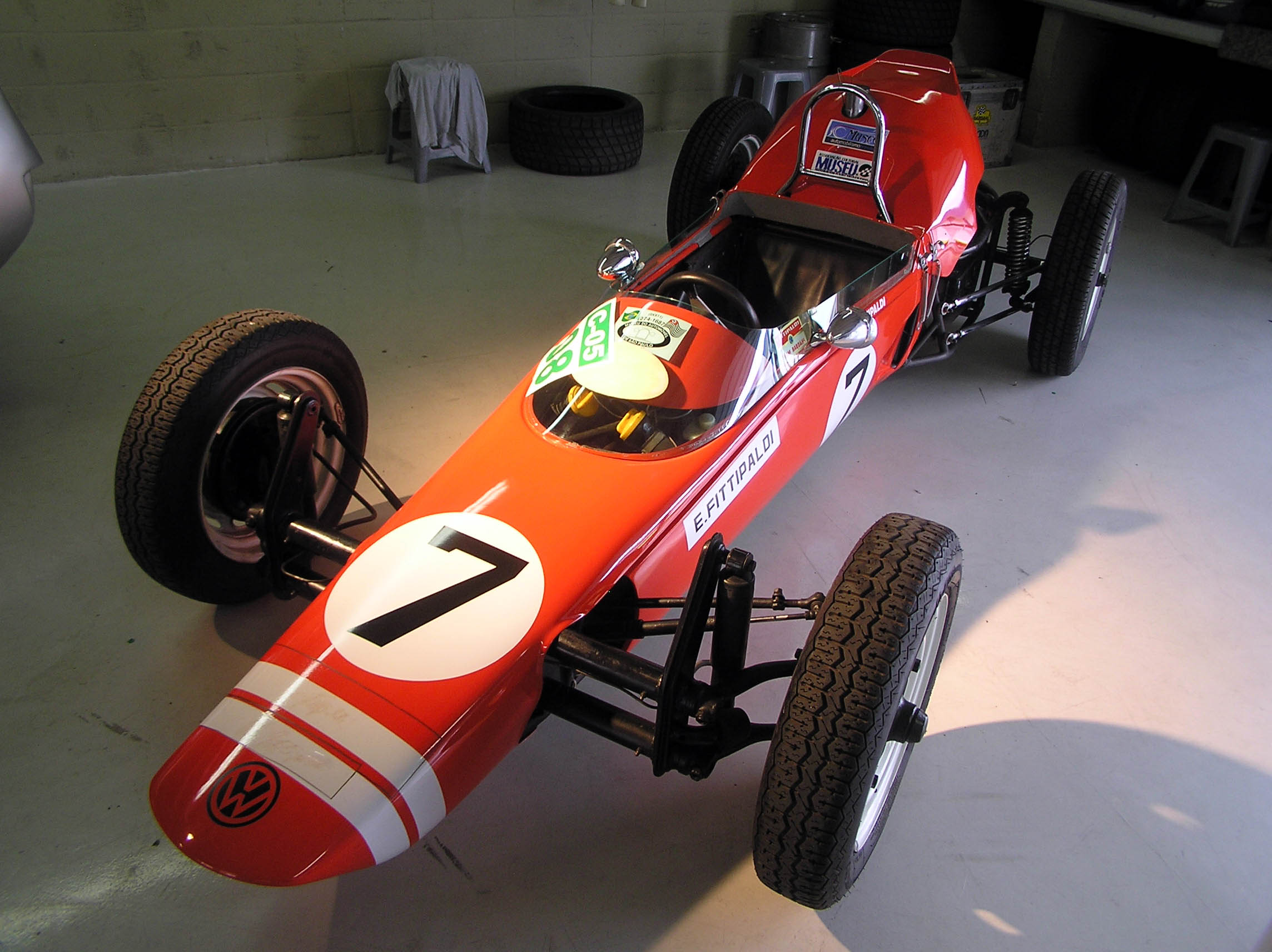
1966年式のフォーミュラ・Vee

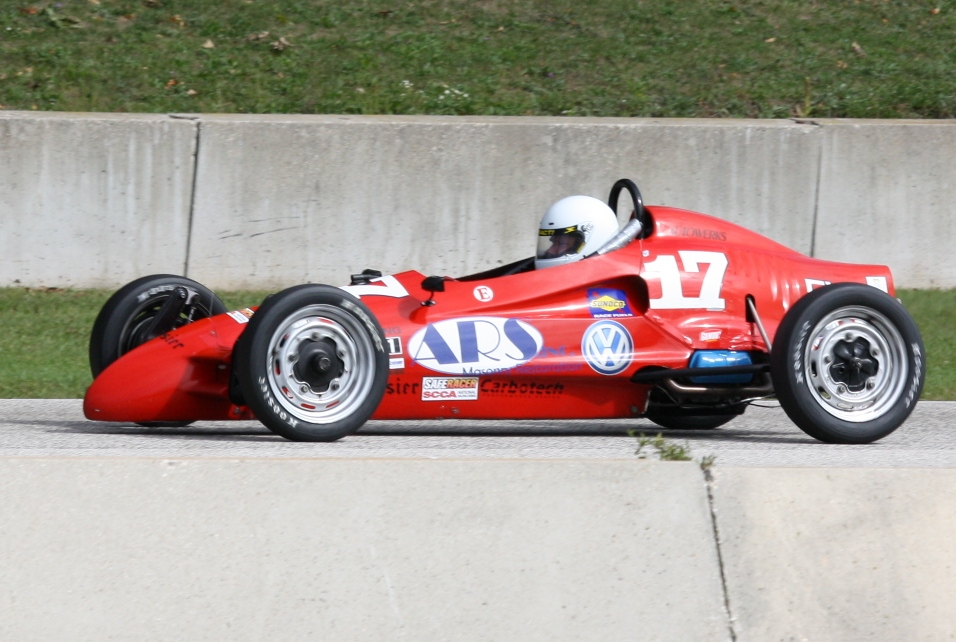
2010年の優勝車

フォーミュラ・Vee（英: Formula Vee ）は、フォーミュラカーレースのカテゴリーの一つ。フォーミュラ・フォードやフォーミュラ・ルノーやフォーミュラ・BMWと並んで代表的なジュニア・フォーミュラの一つである。

## 概要
フォーミュラVeeは1963年に誕生したシリーズで、モータースポーツの歴史において歴史的に数々のカテゴリーが淘汰、再編されていく中で既に50年以上の開催実績を有する最古参の部類に属する黎明期から継続される数少ないカテゴリーの一つでアメリカやヨーロッパで争われた。過去にはエマーソン・フィッティパルディやニキ・ラウダ、ヨッヘン・リントなど多くのF1ワールドチャンピオンを輩出していた。モータースポーツの黎明期において裾野を広げる重要な役割を果たした。

## 車両
黎明期のフォーミュラ1カーを彷彿させる、葉巻型のフォルムをした車両を用いる。エンジンはミッドシップにマウントされる。
機構的にはフォルクスワーゲン・ビートルの空冷式水平対向1.2リッターエンジンなどの多くの部品を流用した、経済的なフォーミュラカーなのが売りとなっている。
また空冷式のエンジンのためラジエーターを備えず、さらに前後ウィングなどのダウンフォースを発生させる空力パーツが一切つけられていないという、極めて原始的な構造のため、近年開催されたフォーミュラ・Veeと50年前の車両が併走していても違和感が無いほどであった（同様の例としては日本のFJ1600やかつてのフォーミュラ・フォードの事例がある）。
派生カテゴリのフォーミュラ・ファースト（米国・ニュージーランド）やフォーミュラ・スーパー・Vee（米国・欧州）では、Veeのシャシーをベースに高価な部品や空力パーツ、水冷式エンジンなどを用いている。
初代ビートルの生産が終了して長く経ち、アフターマーケットにおいても徐々に部品の供給が減りつつあるため、将来的に今の形態で存続するかは不明となっている。